# Apaches
Pour les articles homonymes, voir Apache.
Apache (de apachu, « ennemi » en langue zuñi) est un nom générique donné à différentes tribus amérindiennes d'Amérique du Nord vivant dans le sud-ouest des États-Unis et le Nord des États mexicains de Chihuahua et de Sonora, formant le territoire de l'Apacheria et partageant la même langue athapascane méridionale (proche des langues athapascanes septentrionales parlées par les Autochtones d'Alaska et de l'ouest du Canada). Les Navajos parlent une langue très proche et partagent la même culture, ils sont donc souvent considérés comme des Apaches.
Venus du sud du Canada à une date indéterminée (entre 1200 et 1500 de notre ère), les Apaches vécurent d'abord dans les plaines du Kansas, du Nebraska et de l'est du Colorado où les rencontrèrent les explorateurs espagnols au XVIe siècle. Par la suite, ils furent repoussés vers le sud-ouest par les Comanches et les Kiowas. Seuls les Apaches des Plaines restèrent en Oklahoma comme alliés et vassaux de ces derniers.
Ceux qui avaient dû gagner l'actuel Nouveau-Mexique et l'Arizona s'établirent dans ces régions où ils harcelèrent les cultivateurs sédentaires Pueblos, adoptant toutefois de nombreuses coutumes de ces derniers et commerçant à l'occasion avec eux.
Les Apaches avaient des modes de vie différents selon les lieux où ils résidaient et les influences auxquelles ils étaient exposés.
Ainsi les Lipans du Texas, les Mescaleros et les Jicarillas Llaneros chassaient le bison et étaient fortement influencés par la culture des Plaines. Les Jicarillas Oleros avaient quant à eux adopté un mode de vie proche de celui des Pueblos, pratiquant l'agriculture, la fabrication de poterie et vivaient dans des villages constitués de maisons rectangulaires en adobe. Les Chiricahuas et les Apaches de l'Ouest étaient des nomades vivant de chasse et de cueillette, parfois d'agriculture de subsistance.
Les Apaches résistèrent longtemps aux étrangers, affrontant d'abord les Espagnols (1520-1821), puis les Mexicains et enfin les Américains qui parviendront à les soumettre à la fin du XIXe siècle.
Leurs chefs les plus célèbres sont Mangas Coloradas, Cochise, Victorio et Geronimo.

## Démographie

### Tribus apaches
Huit tribus apaches sont reconnues par les autorités fédérales américaines.
| Tribu                     | État            | Territoire                                                         | Territoire  | Territoire |
| Tribu                     | État            | Nom de la réserve                                                  | Siège       | Population |
| ------------------------- | --------------- | ------------------------------------------------------------------ | ----------- | ---------- |
| Apaches des Plaines       | Oklahoma        | Kiowa-Comanche-Apache-Fort Sill Apache OTSA                        | Anadarko    | 191 321    |
| Apaches de Fort Sill      | Oklahoma        | Kiowa-Comanche-Apache-Fort Sill Apache OTSA                        | Apache      | 191 321    |
| Jicarillas                | Nouveau-Mexique | Jicarilla Apache Nation Reservation and Off-Reservation Trust Land | Dulce       | 3 356      |
| Mescaleros                | Nouveau-Mexique | Mescalero Reservation                                              | Mescalero   | 3 834      |
| Apaches de San Carlos     | Arizona         | San Carlos Reservation                                             | San Carlos  | 10 710     |
| Apaches de Tonto          | Arizona         | Tonto Apache Reservation and Off-Reservation Trust Land            | Payson      | 141        |
| Apaches de White Mountain | Arizona         | Fort Apache Reservation                                            | White River | 15 487     |
| Apaches et Yavapais       | Arizona         | Yavapai-Apache Nation Reservation                                  | Camp Verde  | 1 207      |

Il y avait peu d'unité politique entre les différentes tribus qui parlaient sept dialectes distincts. Chaque bande était indépendante, ce qui n'empêchait pas des alliances lors d'expéditions de pillage vers les presidios mexicains ou les villages des tribus indiennes sédentaires (Pueblos, Pimas, Tohono O'odham — nommés Papagos par les Espagnols), ou dans le cas de la défense de leur territoire face aux envahisseurs européens.

## Territoire
Le peuple apache vivait historiquement sur une région nommée Apacheria couvrant l'est de l'Arizona, le nord-ouest du Mexique, du Nouveau-Mexique, et une partie du Texas et des Grandes Plaines.

## Histoire

### Relations avec les Espagnols
Dans les mémoires de l'expédition du conquistador Francisco Vásquez de Coronado (XVIe siècle), on trouve une description des Apaches : « Ces Indiens tirent leur subsistance du bison car ils ne cultivent pas le maïs. Avec sa peau, ils font leurs maisons ; avec sa peau, ils s'habillent, se chaussent et tressent des cordes. Ils se servent de sa toison en guise de laine. Avec ses tendons, ils font du fil qui leur sert à coudre leurs vêtements et leurs tentes [...] »
Dès le XVIIe siècle, les Apaches ont apprécié les armes à feu qu’ils se procuraient auprès des Blancs, ainsi que les chevaux introduits par les Espagnols dans le Sud-Ouest à la même époque. Le cheval et le fusil ont rendu les bandes apaches plus mobiles et plus redoutables, leur permettant de poursuivre des raids plus lointains et plus fructueux, et accroissant leurs capacités de résistance à l’invasion qui les menaçait.
Les Apaches ne tardent pas à lancer des raids sur les presidios espagnols afin de s’emparer du bétail, des chevaux et des armes qu’ils convoitent. De leur côté, les Espagnols attaquent les villages apaches et capturent les femmes et les enfants pour les vendre comme esclaves au Mexique. Les gouverneurs espagnols mettent à prix les scalps apaches, y compris ceux de femmes et d’enfants. Les Blancs offrent de l’alcool aux Apaches chaque fois qu’ils le peuvent pour mieux les tromper et pour les tuer. Les tentatives de christianiser les Apaches connaissent peu de succès. Cette situation se prolonge pratiquement jusqu'à la fin du XVIIIe siècle.
Durant la première moitié du XVIIIe siècle, les pionniers espagnols essaient d'étendre leur territoire au nord, mais sont empêchés par les tribus Tohono O'odham et apaches. Mexico ordonne que l'on extermine ces derniers dès 1784 : il s'agit de massacrer tout Apache de plus de sept ans. Le gouverneur Juan Bautista de Anza œuvre pour rapprocher les Comanches et les Utes, afin de détourner leur force contre les Apaches. Il distribue à chaque guerrier comanche une carte sur laquelle il pourra noter chaque Apache tué.
Cependant, ces faits cachent une ambigüité sur un plan plus local. Alors même que sévissait un cycle « raids/représailles/raids », localement des relations commerciales existaient entre certains groupes et des villages de colons espagnols ou mexicains. Une bande apache pouvait parfaitement avoir des relations pacifiques avec un village, et en piller d'autres situés dans le voisinage. De même, les guerres se terminaient souvent par la signature de trêves permettant à chacun de rentrer chez soi avec les honneurs.

### Guerres apaches

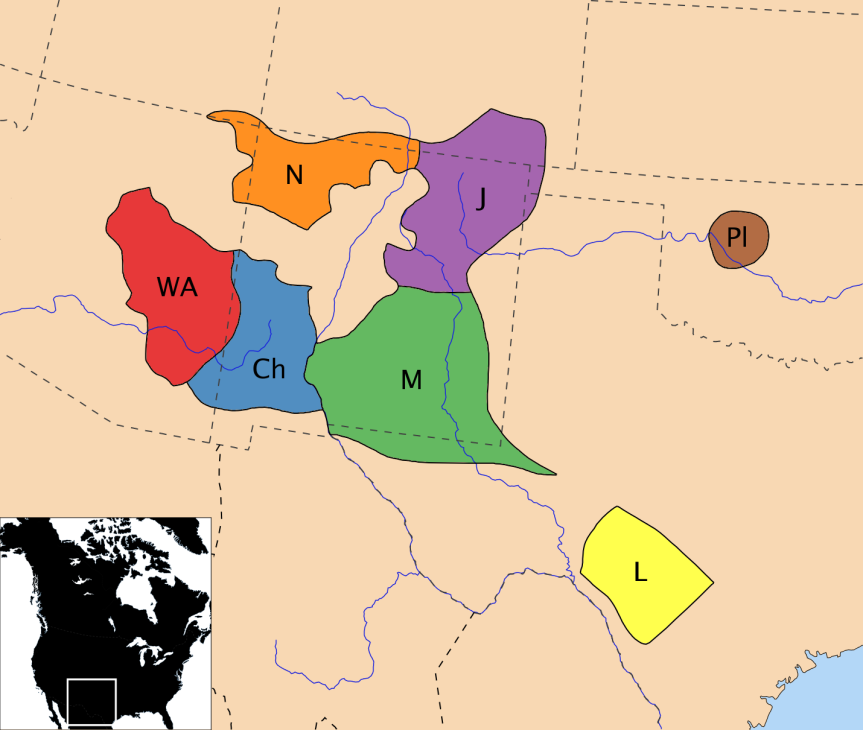
Répartition des tribus apaches au XVIIIe siècle : Ch – Chiricahuas, WA – Apaches de l'Ouest, N – Navajos, M – Mescaleros, J – Jicarillas, L – Lipans, Pl – Apaches des Plaines.

Les Apaches sont pour la plupart des tribus guerrières, qui vivaient, avant l’arrivée des Européens, de chasse et de raids contre leurs voisins agriculteurs.
Contrairement à certaines idées reçues, les Apaches combattaient à pied, n'utilisant le cheval arrivé en Amérique avec les Européens que pour se déplacer et la bravoure n’était pas considérée comme une qualité guerrière.
Au contraire, leur culture militaire visait à minimiser leurs propres pertes, en évitant systématiquement de prendre des risques inutiles. Les chefs, souvent âgés, étaient choisis pour leur prudence. Les garçons sont formés au combat jeunes par de très longues marches et l’apprentissage des techniques de survie. Les guerriers avaient une discipline de fer, connaissaient le camouflage et l'art de la manœuvre en groupe sur le champ de bataille. Les combats furent rarement l’affaire de plus de quelques dizaines d’hommes, parfois quelques centaines.
Leur extrême mobilité, avec femmes, enfants et bétail, constituait leur premier système de défense. Ils pouvaient déplacer de plusieurs dizaines de kilomètres par jour leur campement sommaire.
Après l'indépendance du Mexique en 1821, le gouvernement de Mexico tenta à partir de 1835 d'exterminer les Apaches en plaçant des primes sur les scalps d'Apache. Cette mesure se solda par un échec, beaucoup de villages commerçant avec les Apaches n'ayant aucun intérêt à leur disparition. De véritables professionnels du meurtre furent aussi engagés depuis les États-Unis. Le problème était qu'ils ne scalpaient pas que les Apaches.
En 1856, l'État mexicain de Durango estimait que les raids apaches avaient en vingt ans entraîné la mort d'environ 6 000 personnes, le rapt de 748 autres et l'abandon de nombreux villages, fermes et ranchs.
Les Apaches accueillirent favorablement les troupes américaines envoyées contre le Mexique en 1846-1848, leur servant même de guides. Le principal chef de guerre des Chiricahuas, Mangas Coloradas, signa même un traité avec cette nouvelle puissance. Les relations demeurent pacifiques jusque dans les années 1850, des Apaches aidant même à la construction du relais postal d'Apache Pass.
Les relations se tendent lors de la découverte d'or dans les montagnes Santa Rita qui entraine le déclenchement du conflit. Celui-ci durera près de 40 ans.
Les Kiowas-Apaches, aussi nommés Apaches des Plaines, tout comme les Kiowas, commencèrent à s'opposer à partir de 1840 à l'armée des États-Unis. Ils devront finalement accepter en 1868 une réserve en Oklahoma. Celle-ci est supprimée en 1901 lors de la création de l'État d'Oklahoma et les membres de la petite nation recevront des lots de terres individuelles dans le cadre de l'Allotment Act, mais les Kiowas-Apaches ont réussi à maintenir leur unité tribale et reformé depuis un gouvernement. Estimés à 400 vers 1780, ils étaient 326 en 1890 et 2 263 en 2011.
Engagés très tôt dans la lutte contre les Mexicains et les Américains, les Lipans ont souffert de lourdes pertes aggravées par des épidémies. Ils n'en résistent pas moins jusque 1881. De 6 000 vers 1700, ils n'étaient plus que quelques centaines à cette date vivant en Oklahoma ou au Nouveau-Mexique (avec les Mescaleros). Leurs descendants se comptaient entre 5 000 et 8 000 personnes en 2013.
Proches voisins et parents des Chiricahuas, les Mescaleros s'opposent aux Américains dès 1848 et mènent des actions de guérilla jusque 1883, même s'ils doivent accepter une réserve en 1873. Ils y accueillent au fil du temps des membres d'autres tribus apaches, notamment des Lipans fuyant le Mexique ainsi qu'en 1912 une partie des Chiricahuas « libérés » de leur statut de prisonniers de guerre en Oklahoma, après 26 ans de captivité et d'exil. Ils sont plus de 3 000 en 2016.
Les Jicarrilas luttèrent contre l'invasion de leurs terres dès 1850. Alliés aux Utes, ils infligèrent une lourde défaite aux troupes envoyées contre eux à Bataille de Cieneguilla (en) le 30 mars 1854. Ce jour-là, 250 Utes et Jicarillas surprirent deux compagnies de dragons de l'armée américaine qui escortaient une diligence. Sur 60 dragons, 23 sont tués et 36 blessés lors des trois heures que dura la bataille, les Amérindiens ne perdant que quatre ou cinq hommes. Malgré ce succès, les Jicarrilas devront s'incliner et accepter de vivre sur une réserve. Celle-ci demeurera longtemps virtuelle, son emplacement et ses frontières n'étant fixées qu'en 1907, et ce bien que les Jicarillas eux-mêmes en aient demandé la création en 1873. Ils sont aujourd'hui plus de 3 500.
Les Apaches de l'Ouest (à savoir les White Mountains, San Carlos, Cibecue, Tonto et autres) tentèrent de maintenir le plus longtemps possible le statu quo et de s’accommoder de la domination américaine, même si des White Mountains résistèrent jusque 1883.
Les Chiricahuas luttèrent jusqu'au bout pour maintenir leur indépendance contre les Mexicains et les Américains. Latent dès 1853, le conflit éclata ouvertement en 1861 quand lors d'une « négociation » des militaires américains aux ordres du lieutenant Bascom tentèrent de capturer la délégation Chiricahua dont faisait partie Cochise. Celui-ci parvient à s'échapper, mais plusieurs de ses proches sont pris et pendus.
Ceci conduira à la guerre dite « de Mangas Coloradas » (1861-1863). Inquiet du nombre et de la puissance des Américains, ce chef tentera de négocier avec l'armée américaine, mais il sera trahi, torturé, tué et son corps décapité. Sa tête sera envoyée dans l'Est pour servir la science alors à la mode : la phrénologie.
Cochise prendra lors la relève. En 1872, constatant l'affaiblissement de son peuple, il profite de l'intermédiaire de son ami Thomas Jeffords pour signer la paix avec des conditions favorables : les Apaches Chiricahuas reçoivent une large réserve sur leurs terres, avec Jeffords comme agent des Affaires Indiennes et rien ne leur interdisant de continuer leurs raids contre le Mexique. En 1874 cependant, Cochise meurt d'un cancer,. Jeffords démissionna de son poste pour aller prospecter et le gouvernement américain prit la décision de regrouper tous les Apaches à San Carlos, ce qui sera fait en 1877. Mais les Chiricahuas détesteront l'environnement aride de la région et s'en échapperont fréquemment pour regagner les montagnes, leurs forêts, leurs ruisseaux, et leur vie libre. Cette période (1876-1883) est notamment marquée par la guerre de Victorio (1879-1881) et le raid de Nana. Celui-ci, âgé de plus 80 ans en 1883, borgne et perclus de rhumatismes, mènera avec une troupe comptant au maximum 15 Chiricahuas et 12 Mescaleros un raid de plus de 1 500 km en un mois. lors de cette période, lui et ses hommes tueront une trentaine d'Américains et autant de Mexicains et s'empareront de 200 chevaux avant de regagner le Mexique en n'ayant eu que quelques blessés, malgré les 1 000 soldats, 300 volontaires et éclaireurs amérindiens lancés à ses trousses.
Il faudra l'aide d'éclaireurs apaches (en) chiricahuas pour venir à bout des derniers récalcitrants menés par Naiche (fils de Cochise) et Geronimo en 1886.
Les Chiricahuas paieront chèrement leur résistance, même si à la fin de celle-ci on comptait plus d'éclaireurs chiricahuas dans l'armée américaine que dans les sierras avec Naiche et Geronimo. Ils seront d'abord envoyés en Floride à Fort Marion, tandis que leurs enfants étaient emmenés de force à l'école indienne de Carlisle, là où « on tuait l'indien pour sauver l'homme » (Richard Henry Pratt (en)). Le taux de mortalité des enfants chiricahuas (maladies, mauvaise alimentation) fera que l'on réunira vite parents et enfants. Dès 1887, on envoie les familles en Alabama à Mount Vernon (en). Nombreux sont ceux qui y périront victimes de la fièvre jaune et ceux qui se suicideront. En 1894, les amis des Chiricahuas parviendront à faire partir les 342 Chiricahuas survivants pour Fort Sill en Oklahoma où le climat plus favorable les sauvera de l'extinction. Ils ne seront « libérés » de leur statut de prisonnier de guerre qu'en 1912. L'armée américaine avait besoin de leurs terres pour tester des canons plus puissants. Ironie de l'histoire et de l'administration, les Chiricahuas qui avaient servi comme éclaireurs contre Geronimo recevaient une pension de l'armée américaine, alors même qu'ils étaient captifs.
Les deux tiers de la tribu décideront de s'installer sur la réserve Mescalero du Nouveau-Mexique, le reste (84 personnes) accepta de renoncer au statut tribal et de vivre sur des parcelles individuelles. À partir de 1936, à la faveur de l'Indian Reorganization Act, ils pétitionnèrent pour retrouver un statut tribal et furent reconnus comme tels en 1976 par le gouvernement fédéral. Leurs descendants sont aujourd'hui 650 qui ont des contacts étroits avec les descendants de ceux qui sont partis rejoindre les Mescaleros. Ils ont récemment acheté plusieurs parcelles de terre sur l'ancienne réserve du Nouveau-Mexique.

### Ceux qui ne se rendirent jamais

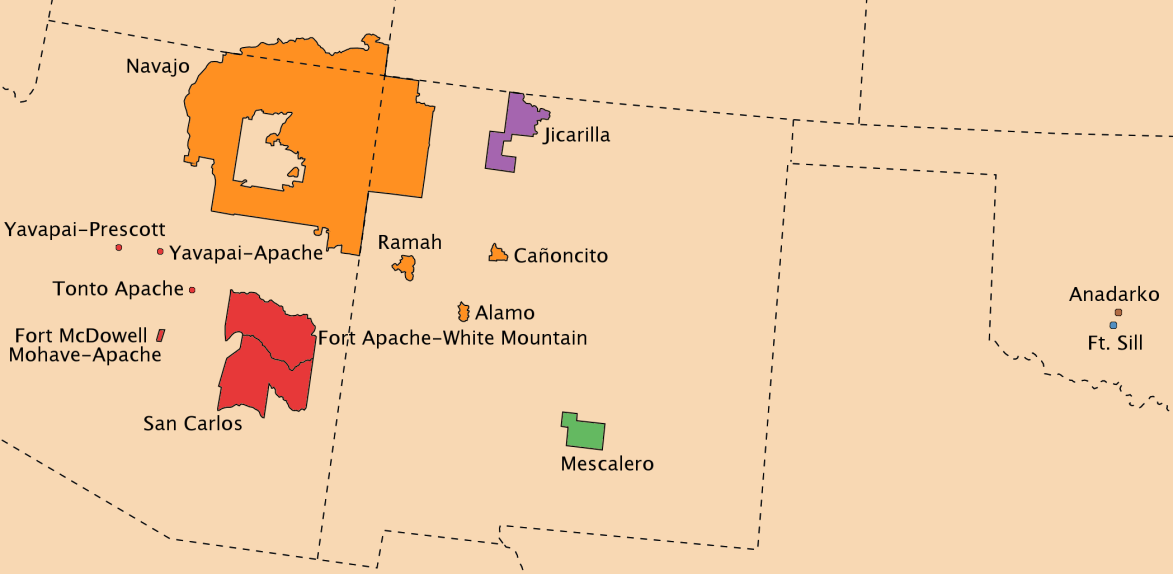
Réserves apaches.

Les clans Chiricahuas vivant le plus au sud de la frontière entre les États-Unis d'Amérique et le Mexique, les Nednis (ou Pinery Indians) ne se sentirent pas concernés par la reddition de Geronimo et continuèrent longtemps à mener le style de vie traditionnel aux Apaches. Ils reçurent, surtout avant 1900, le renfort d'Apaches solitaires fuyant les réserves, soit par goût de l'aventure et de la liberté, soit parce qu'ils avaient commis quelque crime. Au maximum entre 200 et 300 personnes, ils vivaient en petits groupes d'une vingtaine ou trentaine de personnes qui pouvaient se réunir à plusieurs à l'occasion de cérémonies ou tout autre événement.
Jusqu'aux années 1930, il leur arrivait de faire des incursions aux États-Unis, principalement dans le sud de l'Arizona et la dernière attaque recensée au Mexique date de 1935.
Après cette date on ne relève plus d'activité des Apaches du Mexique, aussi nommés « Broncos Apaches », malgré les patientes recherches de l'ethnologue Grenville Goodwin, père fondateur de l'ethnographie des Apaches. On ignore s'ils ont été exterminés, s'ils se sont fondus dans d'autres nations amérindiennes (Pimas, Tarahumaras) ou dissimulés parmi les Mexicains.

## Culture

### Religion et rituels
La religion apache associe des esprits surnaturels aux animaux, aux plantes, aux minéraux, aux phénomènes météorologiques, ainsi qu'à des figures mythologiques.
Le plus important de ces esprits est Usen, le dieu créateur, le « donneur de vie ». Les gaan sont des esprits protecteurs anthropomorphiques associés aux montagnes.
Le personnage du coyote — très présent dans les histoires religieuses — est un décepteur : il a souvent un comportement inapproprié, ne respecte pas les convenances, trompe les humains mais subit aussi les conséquences de ses erreurs. Le coyote, comme d'autres animaux (le hibou, l'ours, le serpent), est considéré comme malfaisant et peut provoquer des maladies.

### Prénoms apaches
Les Apaches ancrent souvent leurs prénoms dans la nature qui les entoure, dans les forces surnaturelles qu'ils perçoivent, dans les qualités des personnes, ou bien dans d'autres évènements de la vie, souvent liés à la naissance (tout comme l'ensemble des peuples amérindiens dont l'étymologie est similaire) :
- K'uu-Ch'ish : « le chêne » (Cochise) ;
- Gha Den Dini : « traversée par la lumière », « translucide » (la mère de Geronimo) ;
- Bidu-Ya : « le conquérant » (Victorio) ;
- Go Khla Yeh : « celui qui bâille » (Geronimo).

## Mythe apache
Les Apaches étaient avant tout des guerriers nomades, placés sous la direction d'un chef. La plupart vivaient dans des huttes construites par les femmes avec des perches en saule reliées avec des fibres tirées du yucca. Les huttes sont recouvertes de buissons ou de chaume en été, et de peaux en hiver. Les Apaches portent un vêtement en cuir, des mocassins hauts, des bijoux et parfois des plumes d’aigle.
Leur réputation de bravoure et de violence a inspiré de nombreux films et romans (comme la série romanesque de Karl May mettant en scène le personnage de Winnetou). Cette réputation de cruauté a été souvent sciemment mise en scène dans les westerns des années 1930-1950 pour opposer « le cruel ennemi de l'inévitable progrès » au « fondateur de l'Amérique Moderne ». En fait, la cruauté était présente dans tous les camps (Apaches, Américains et Mexicains). Le plus souvent, les Apaches tuaient leurs prisonniers d'une balle dans la tête ou d'un coup de couteau. Ils devaient se déplacer rapidement pour ne pas être interceptés et n'avaient pas de temps à perdre en fioriture hollywoodienne.
Leur nom a été repris pour décrire de jeunes voyous parisiens de la Belle Époque, un hélicoptère d'attaque, un missile de croisière et un serveur informatique. Il a aussi été repris comme nom du journal du mouvement Section carrément anti-Le Pen de Paris, symbole de la résistance au racisme et au nationalisme, base du fascisme de droite.

### Apaches notables
- Lozen
- Dahteste
- Gouyen
- Mangas (fils de Mangas Coloradas)
- Chato
- Ulzana

### Chefs historiques
- Mangas Coloradas
- Cochise
- Victorio
- Geronimo
- Naiche
- Juh
- Nana
- Chihuahua ou Chewawa
- Taza
- Loco

### Fictions littéraires
- W.R Burnett (trad. de l'anglais), Terreur Apache : roman, Arles, Actes Sud, 2015, 300 p. (ISBN 978-2-330-05110-5, BNF 44348341)
- Elliott Arnold, La flèche brisée, Éditions du Rocher, 1992, 494 p.
- Forrest Carter, Pleure, Geronimo, Éditions du Rocher, 1991, 331 p.
- Jim Fergus (trad. de l'anglais), La fille sauvage, Paris, Le Cherche midi, 2004, 480 p. (ISBN 978-2-266-21745-3, BNF 42422765)
- Philippe Morvan, Ours, Paris, Calmann-Lévy, 2018, 378 p. (ISBN 978-2-7021-6353-5, BNF 45593109)
- Christel Mouchard, L'Apache aux yeux bleus, Paris, Flammarion-Castor poche, 2018, 181 p. (ISBN 978-2-08-141526-3, BNF 45432635)

### Bandes dessinées
- La série de BD Blueberry de Jean Giraud.
- Indeh d'Ethan Hawke et Greg Ruth, Hachette Comics, 2017,  (ISBN 9782016252161)